# 8th Military Information Support Group
L’8th Military Information Support Group (Airborne) ovvero 8º Gruppo informazioni militari di supporto (Aviotrasportato), è una componente del sistema delle forze speciali dello United States Army. È la seconda unità attiva dell'Esercito Statunitense per lo svolgimento di attività psicologiche e di propaganda (PSYOPS) anch'essa stanziata a Fort Bragg, Carolina del Nord, sede del Comando Operazioni Speciali dell'Esercito Statunitense è stato costituito il 26 agosto 2011.

## Organizzazione
L'8th MISG è costituito da più componenti:
- 1st Military Information Support Battalion (Airborne) - United States Southern Command (USSOUTHCOM)
- 5th Military Information Support Battalion (Airborne) - United States Pacific Command (USPACOM)
- 9th Military Information Support Battalion (Airborne) - (Tactical)

I 3 battaglioni di strategia sono dislocati in supporto ai Reparti di combattimento regionali in un programma PSYOP.